# Werkvertrag (Schweiz)
Der Werkvertrag ist ein Vertragstypus im Obligationenrecht der Schweiz. Er ist in den Artikeln Art. 363 bis Art. 379 OR geregelt. Hiernach verpflichtet sich bei einem Werkvertrag der Unternehmer zur Herstellung eines Werkes und der Besteller zur Leistung einer Vergütung.

## Abgrenzung

### Abgrenzung zum Kaufvertrag
Beim Kauf- wie beim Werkvertrag ist eine Sache geschuldet, wobei diese beim Kaufvertrag nicht eigens für den Besteller produziert wird. Existiert eine Sache bei Abschluss des Vertrages bereits, dann handelt es sich um einen Kaufvertrag. Wird eine Sache jedoch noch im Sinne des anderen überarbeitet, handelt es sich um einen Werkvertrag. Wenn die Sache serienmässig hergestellt wird, dann handelt es sich um einen Kaufvertrag. Bei Einzelanfertigungen dagegen ist es ein Werkvertrag. Wenn eine Sache gekauft wird und zugleich deren Montage im Vertrag abgemacht wird, dann liegt ein gemischter Vertrag vor mit Elementen eines Kauf- und eines Werkvertrages. Ist die Montage jedoch bloss eine untergeordnete Nebenpflicht, dann liegt ein reiner Kaufvertrag vor. Massgebendes Kriterium der Vertragszuordnung ist das Wertverhältnis der Vertragsbestandteile zueinander. Die Vertragsabgrenzung ist wichtig, weil zum Beispiel nur beim Werkvertrag ein Nachbesserungsrecht besteht (Art. 368 Abs. 2 OR).

### Abgrenzung zum Auftrag
Der Auftrag hingegen hat mit dem Werkvertrag gemein, dass die liefernde Person tätig werden muss. Beim Auftrag ist allerdings – anders als beim Werkvertrag – kein Erfolg geschuldet. Kann der Leistende den Eintritt des Erfolgs nicht versprechen, handelt es sich um einen Auftrag.

### Abgrenzung zum Arbeitsvertrag
Drei Kriterien sind für die Abgrenzung entscheidend:
1. Der Arbeitnehmer schuldet Arbeitseinsatz und Sorgfalt, während der Unternehmer beim Werkvertrag auch einen Erfolg der Arbeit schuldet.
2. Die Entschädigung ist beim Werkvertrag erfolgsabhängig, aber der Arbeitnehmer wird nach Arbeitsaufwand entschädigt.
3. Das meist entscheidende Kriterium ist das Subordinationsverhältnis. Kann eine Person die Arbeitszeit frei festlegen und arbeitet sie in den eigenen Räumen und mit eigenem Werkzeug und Material, dann spricht dies für einen Werkvertrag.

## Das Werk
In Lehre und Rechtsprechung war lange Zeit umstritten, ob nur körperliche Erzeugnisse ein „Werk“ im Sinne des Gesetzes darstellen können oder nicht. Das Bundesgericht führte mit BGE 63 II 176 eine differenzierte Rechtsprechung ein, nach der beim Architektenvertrag zumindest für die Erstellung von Plänen Werkvertragsrecht anzuwenden sei und nur für den Rest Auftragsrecht. Mit BGE 98 II 305 verwarf es diese Rechtsprechung und wendete auf alle Aspekte des Architektenvertrags nur noch Auftragsrecht an. Mit BGE 109 II 34 verwarf es diese Ansicht ebenso und vertritt seither in ständiger Rechtsprechung die Auffassung, dass auch unkörperliche Erzeugnisse Gegenstand des Werkvertrags und damit „Werk“ sein können. Auch in der herrschenden Lehre wird heutzutage die Meinung vertreten, dass unkörperliche Erzeugnisse wie Konzertaufführungen ein Werk darstellen können.

## Mängelhaftung des Unternehmers
Vorweg sei gesagt, dass die Mängelhaftung, genauso wie die übrigen Bestimmungen des Werkvertragsrechts, dispositiver Natur sind. Das heisst konkret, dass die Mängelhaftung innerhalb der allgemeinen Schranken abgeändert oder wegbedungen werden kann.
Der Unternehmer muss dem Besteller ein mängelfreies Werk liefern. Die Mängelhaftung wird häufig auch als Gewährleistung bezeichnet. Die Regeln des Werkvertragsrechts gehen gegenüber den Regeln des allgemeinen Teils des OR vor. Die Regeln des Werkvertragsrechts gelten exklusiv (BGE 118 II 142).

### Voraussetzungen der Mängelhaftung

#### Bestehen eines Werkmangels
Ein Werkmangel ist ein Abweichen des gelieferten Werks vom vertraglich versprochenen Werk. Dem abgelieferten Werk muss also eine zugesicherte Eigenschaft fehlen oder es muss eine Eigenschaft des Werks fehlen, die der Besteller voraussetzen durfte. Welche Eigenschaften verabredet waren, ist durch Vertragsauslegung zu ermitteln. Selbst wenn ein Werk zum Gebrauch tauglich ist, kann es mangelhaft sein. Ist nichts vereinbart, dann schuldet der Unternehmer ein Werk normaler Qualität und das Werk muss zum Gebrauch tauglich sein.

#### Kein Selbstverschulden des Bestellers
Der Besteller darf den Mangel nicht selbst verschuldet haben (Art. 369 OR). Der Besteller kann zum Beispiel eine Anweisung gegeben haben, die dem Rat des Unternehmers widersprach (BGE 116 II 305, E. 2c). Der Unternehmer hat ein Selbstverschulden des Bestellers zu beweisen, wenn er sich darauf beruft (Art. 8 ZGB).

#### Keine Genehmigung des Werks
Der Besteller verwirkt seine Mängelrechte, wenn er das Werk genehmigt (Art. 370 OR). Wenn ein Mangel nicht erkennbar war oder vom Unternehmer arglistig verschwiegen wird, dann liegt keine Genehmigung vor (Art 370 Abs. 1 OR). Entdeckt der Besteller bei der Entgegennahme des Werks Mängel, muss er diese dem Unternehmer anzeigen, um seine Mängelrechte zu wahren. Bei versteckten Mängeln muss die Anzeige des Mangels unverzüglich nach Entdeckung des Mangels erfolgen (Art. 370 Abs. 3 OR). Bei Bauwerken gilt eine Prüfungsfrist von 7 Tagen als Faustregel (BGer 4C.82/2004 vom 3. Mai 2004, E. 2.3).

### Mängelrechte des Bestellers
Man unterscheidet zwischen erheblichen und minder erheblichen Mängeln eines Werks. Ein erheblicher Mangel ist ein Mangel, der das Werk für den Besteller unbrauchbar macht oder die Annahme des Werks unzumutbar macht. In diesem Fall kann der Besteller Wandelung verlangen (Art. 368 Abs. 1 OR). Der Werkmangel muss so beschaffen sein, dass er sich nicht beheben lässt. Der Unternehmer muss dann bereits erhaltene Werklohnzahlungen samt Zins zurückvergüten und der Besteller muss das Werk samt bereits bezogenem Nutzen zurückgeben.
Sind die Mängel am Werk minder erheblich, kann der Besteller einen Abzug am Werklohn machen oder vom Unternehmer die unentgeltliche Nachbesserung des Werks verlangen, falls dies dem Unternehmer nicht übermässige Kosten verursacht (Art. 368 Abs. 2 OR). Es ist nicht möglich, gleichzeitig Nachbesserung und Minderung zu beanspruchen.
Der Besteller hat zudem Anspruch auf Schadenersatz des Mangelfolgeschadens bei Verschulden des Bestellers (Art. 368 Abs. 1 und 2 OR).